# اشمی فرمولن
اشمی فرمولن (انگلیسی: Esmee Vermeulen؛ زادهٔ ۲۱ آوریل ۱۹۹۶) ورزشکار ورزش شنا اهل پادشاهی هلند است.
وی در مسابقات کشوری و بین‌المللی در مجموع برندهٔ ۴ مدال طلا، ۱ مدال نقره و ۳ مدال برنز شده‌است.